# نظام تحذير مغادرة المسار

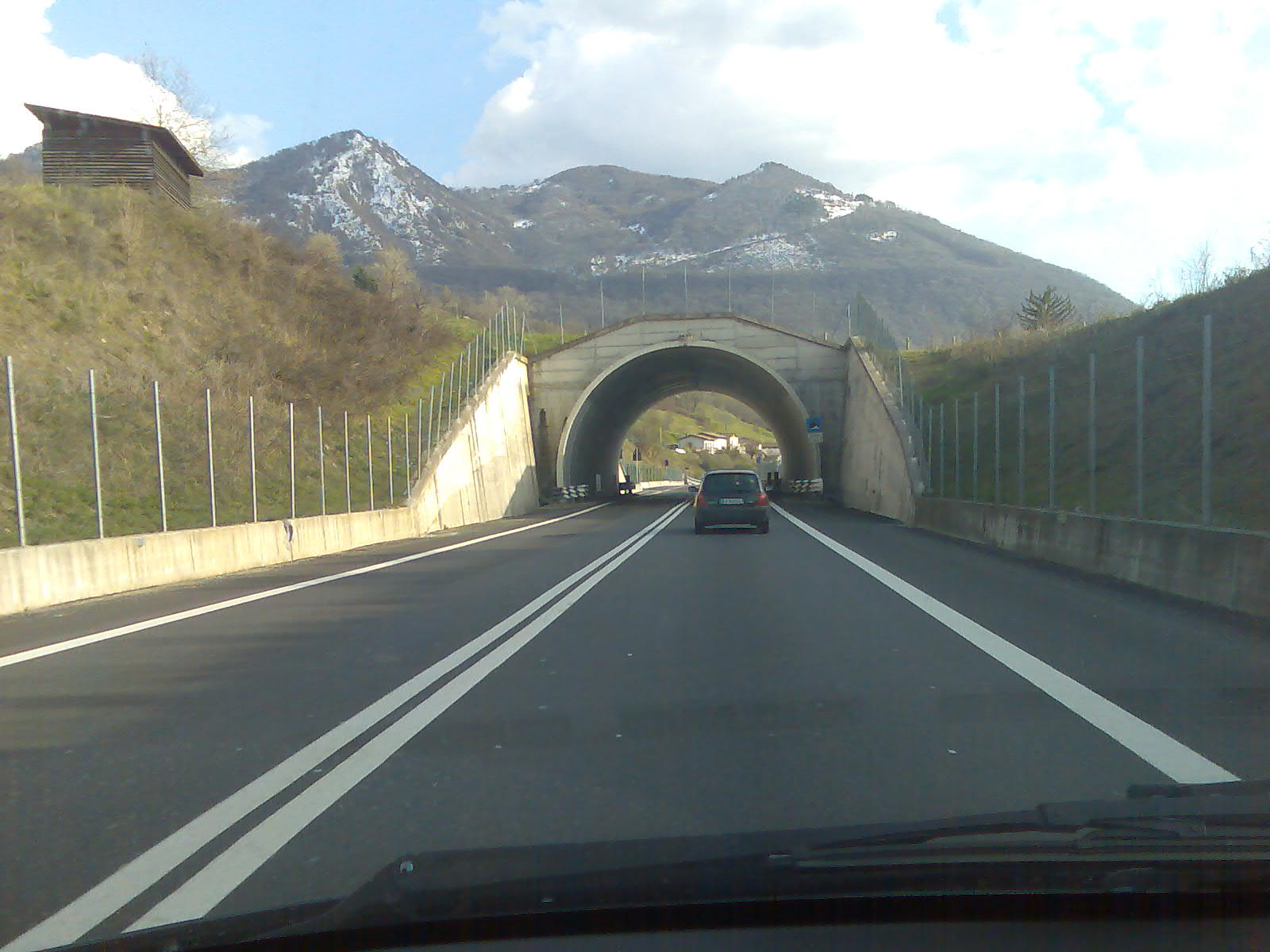

في مصطلحات النقل على الطرق، فإن نظام تحذير مغادرة المسار (LDWS) هو آلية مصممة لتحذير السائق عندما تبدأ السيارة بالتحرك خارج مسارها (ما لم تكن إشارة الانعطاف مضاءة في هذا الاتجاه) على الطرق السريعة والطرق الرئيسية. تم تصميم هذه الأنظمة لتقليل لحوادث اإلى أدنى الحدود من خلال معالجة الأسباب الرئيسية للتصادم: أخطاء السائق، وحالات تشتيت الانتباه، والنعاس.
هناك أنواع متعددة من أنظمة التحذير من مغادرة المسار ولكن اشهرها:
- نظام يحذر السائق عندما تخرج السيارة من مسارها مع (تحذيرات مرئية أو مسموعة أواهتزازية)
- نظام يحذر السائق بتحذيرات مسموعة واهتزازية وعندما لا يستجيب السائق لهذا التحذيرات يبدء النظام يتخذ خطوات تبقي السيارة في مسارها بشكل تلقائي.

## وصلات خارجية
- Consumer Reports has an extensive list of current vehicles with different safety systems like lane keep assist